# Анђео чувар (књига)
Анђео чувар (порт. As Valkírias) је роман бразилског писца Паула Коеља, објављен 1992. године.
Ова магична приповест о прихватању опроштаја за прошлост и вери у сопствену будућност почиње у Рио де Жанеиру, где Пауло Kоељо даје примерак књиге Алхемичар мистериозном учитељу Ж. и поверава му свој немир због тога што сви његови снови пропадају баш када је на прагу да их оствари. Ж. тада налаже Коељу да пронађе свог анђела чувара и разговара с њим. "Проклетство ће нестати", каже му он, "ако испуниш тај задатак."
Прихвативши изазов, Пауло са супругом Крис оставља све и одлази на четрдесетодневну авантуру у прелепу, али опасну пустињу Мохаве - где су обоје нашли много више од онога што су очекивали. Мајсторка мешавина локалне егзотике, драматичних збивања и магичне приповести, заштитног знака Коељових романа, ова аутобиографска исповест је у исти мах и модерна авантура и метафизичка одисеја.